# 白川千尋
白川 千尋（しらかわ ちひろ、1967年〈昭和42年〉 - ）は、日本の文化人類学者。専攻は、開発人類学･医療人類学。大阪大学大学院人間科学研究科教授。

## 来歴・人物
東京都出身。筑波大学第一学群人文学類卒業後、同大学院環境科学研究科環境科学専攻・総合研究大学院大学文化科学研究科地域文化学専攻修了。日本学術振興会特別研究員、川崎医療福祉大学医療福祉学部医療福祉学科助教授を経て、2001年（平成13年）より新潟大学人文学部助教授となり、2004年より同人文社会・教育科学系助教授を務めた後、2005年10月より国立民族学博物館先端人類科学研究部助教授、民族文化研究部准教授を経て、2013年4月より、大阪大学人類学研究室准教授を経て、2017年4月より現職。

## 主な著作

### 単著
- 『カストム・メレシン－オセアニア民間医療の人類学的研究』（風響社、2001年）
- 『南太平洋における土地・観光・文化 ─ 伝統文化は誰のものか』（明石書店、2005年）
- 『テレビが映した「異文化」―メラネシアの人々の取り上げられ方』（風響社、2014年）
- 『南太平洋の伝統医療とむきあう マラリア対策の現場から』（臨川書店、2015年）

### 共編著
- 『人類学と国際保健医療協力』（松園万亀雄・門司和彦との共編 明石書店、2008年）
- 『呪術の人類学』（川田牧人との共編 人文書院、2012年）
- 『ものとくらしの植物誌: 東南アジア大陸部から』（落合雪野との共編 臨川書店、2014年）
- 『グローバル支援の人類学: 変貌するNGO・市民活動の現場から』（信田敏宏・宇田川妙子との共編 昭和堂、2017年）
- 『現代世界の呪術：文化人類学的探究』（川田牧人・飯田卓との共編 春風社、2020年）